# Triraphis bicolor
Triraphis bicolor är en stekelart som beskrevs av Chen och He 1997. Triraphis bicolor ingår i släktet Triraphis och familjen bracksteklar. Inga underarter finns listade i Catalogue of Life.